# Ius osculi
El derecho de beso o Ius osculi era un derecho que existía en la antigua Roma que permitía a cualquier hombre de la familia de una mujer "respetable" besarla en la boca para determinar, por su olor, si esta había bebido vino.

## Historia
Estaba prohibido beber vino a las mujeres honestae (respetables) puesto que se consideraba que el vino podía incitarlas a cometer adulterio y propiciaba el aborto (en la antigua Roma las mujeres podían ser repudiadas por abortar sin el consentimiento del marido). Por el contrario, las mujeres consideradas probrosae (desgraciadas), categoría a la que pertenecían prostitutas, bailarinas, actrices, cantantes o camareras entre otras, podían consumir esta bebida.
Por el hecho de haber bebido vino, una mujer podía ser repudiada por su marido o castigada tanto por él, como por otro miembro de la familia en su ausencia, sin necesidad de que hubiera un juicio público. El castigo más común era el encierro en casa aunque también se dieron el apaleamiento y el asesinato bien a golpes, bien por inanición. En el caso de que se demostrara que una mujer tenía la llave de la bodega, podía ser castigada aun sin haber bebido. En estos casos el castigo solía ser el repudio. Según la ley, este derecho de beso se podía y se debía ejercer cada día, aunque no todos los maridos lo hacían a diario.
Tradicionalmente se consideraba que había sido Rómulo, uno de los fundadores mitológicos de Roma, quien había instaurado este derecho que estuvo vigente, al menos, hasta el reinado del emperador Tiberio (14-37), que lo prohibió o limitó su ejercicio a casos evidentes con la intención de evitar la propagación de enfermedades como el herpes.
El ius osculi colocaba a la mujer en una condición de sumisión e inferioridad. Se dice, sin embargo, que Agripina invocaba este privilegio masculino para ser besada por el emperador Claudio.
Según otras tesis, principalmente del siglo XIX y representadas con autoridad por Johann Jakob Bachofen en su libro Das Mutterrecht (El matriarcado, 1861), el ius osculi no habría sido más que el último vestigio de una antigua sociedad matriarcal que existió en Roma, antes de su sustitución por el modelo patriarcal que conocemos históricamente.